# Sironj
Sironj è una suddivisione dell'India, classificata come municipality, di 42.100 abitanti, situata nel distretto di Vidisha, nello stato federato del Madhya Pradesh. In base al numero di abitanti la città rientra nella classe III (da 20.000 a 49.999 persone).

## Geografia fisica
La città è situata a 24° 6' 0 N e 77° 42' 0 E e ha un'altitudine di 463 m s.l.m..

## Società

### Evoluzione demografica
Al censimento del 2001 la popolazione di Sironj assommava a 42.100 persone, delle quali 22.328 maschi e 19.772 femmine. I bambini di età inferiore o uguale ai sei anni assommavano a 7.199, dei quali 3.771 maschi e 3.428 femmine. Infine, coloro che erano in grado di saper almeno leggere e scrivere erano 23.001, dei quali 13.767 maschi e 9.234 femmine.